# Ansa-Métallocène

Structure d'un ansa-métallocène générique. X est le groupe pontant, souvent de la forme ou, R étant un alkyle.
' représente des ligands supplémentaires pouvant être liés au métal M.

Un ansa-métallocène est un composé organométallique sandwich de type métallocène dont les deux ligands cyclopentadiényle sont pontés d'un côté de l'atome métallique. Le préfixe ansa correspond au latin classique ansa signifiant « anse », « poignée » et a été forgé dans les années 1950 pour décrire les ferrocènes pontés par des groupes alkylidène. Cette configuration empêche la rotation des ligands et a souvent pour effet de modifier la structure et la réactivité du centre métallique. Le pont entre les cycles est typiquement de type (CH2)n, où n = 1, 2 ou 3, mais des groupes à hétéroatomes tels que –Si(CH3)2 – peuvent également être insérés facilement.
- dichlorure de diméthylsilyl-ansa-hafnocène (CH3)2SiCp2HfCl2

dichlorure de diméthylsilyl-ansa-hafnocène
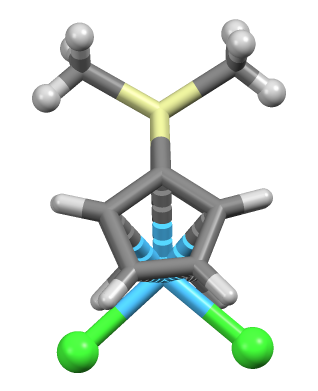
Vue de dessus.
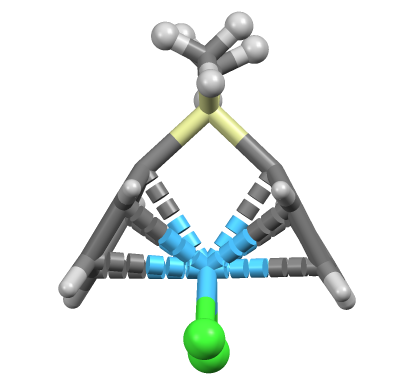
Vue de côté.
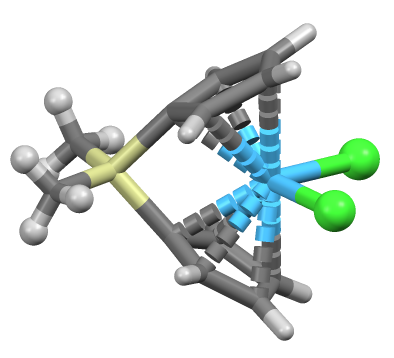
Vue oblique.

Ces structures sont souvent décrites par l'angle que forment les deux cycles cyclopentadiényle. Dans le dichlorure de titanocène Cp2TiCl2, cet angle vaut 58,5° mais est réduit à 51,2° dans le dichlorure d’ansa-titanocène (CH3)2SiCp2TiCl2.
Certains ansa-métallocènes sont des catalyseurs Ziegler-Natta actifs mais aucun n'est employé dans l'industrie. Ils peuvent être utilisés pour les réactions de polymérisation. En particulier, les ponts ansa permettent un meilleur contrôle de la stéréospécificité au niveau du centre métallique. Il existe par exemple trois catalyseurs à base de dichlorure d’ansa-zirconocène utilisés pour la synthèse du polypropylène en présence de méthylaluminoxane (MAO) permettant d'obtenir des produits syndiotactiques, isotactiques ou atactiques (catalyseurs de Kaminsky).